# Saatchi & Saatchi
Saatchi & Saatchi ist eine international tätige Werbeagentur mit Geschäftszentrale in New York City.
Die Agentur ist in 84 Ländern mit 134 Niederlassungen vertreten und beschäftigt ungefähr 7000 Mitarbeiter weltweit. Worldwide Chairman ist Bob Seelert, Kevin Roberts ist CEO und Bob Isherwood Worldwide Creative Director. Der deutsche Hauptsitz befindet sich in Düsseldorf, zudem gibt es weitere Standorte in Berlin, Frankfurt am Main und München.  Zu den Kunden in Deutschland gehören u. a. T-Mobile, Procter & Gamble, Toyota, Vaillant, GlaxoSmithKline, Pernod Ricard und Emirates.

## Geschichte
Die Brüder Maurice und Charles Saatchi gründeten die Firma 1970 in Großbritannien. Dazu stellten sie heute einflussreiche Personen wie Timothy Bell, Baron Bell (Bell Pottinger) und Martin Sorrell (WPP Group) ein.
Mit der Kampagne „Labour Isn't Working“ trugen sie 1979 zum Wahlerfolg Margaret Thatchers bei. Danach begannen sie die Börse für große Einkäufe zu nutzen, wobei sie für gewöhnlich die Hälfte bar und die andere in 10-jährigen Raten aus künftigen Gewinnen zahlten. Auf diese Weise erwarben sie in den USA die Firmen Backer & Spielvogel, Dancer Fitzgerald und Ted Bates Advertising. Aus anderen Branchen wurde die Hay Group (Consulting), Yankelovich (Meinungsforschung) und Kobs & Draft (Direktmarketing) zugekauft.
1986 wandte Saatchi & Saatchi 1 Mrd. US$ auf, um weitere 37 Gesellschaften zu erwerben. Damit hatten sie 18.000 Mitarbeiter in 500 Filialen in 65 Ländern. Die Gründer zogen sich langsam aus dem operativen Geschäft zurück, wobei Maurice Saatchi seine bevorzugten Kunden British Airways, Mars und Procter & Gamble weiter betreute und sein Bruder Charles eine der größten Sammlungen moderner Kunst zusammenkaufte.
Beginnend mit dem Gebot der Brüder für die englische Midland Bank im Umfang von 77 Mrd US$ stand die Firma 1987 mehrfach vor dem Bankrott. Wegen Kursverfalls erwarben 1994 Investmentfonds Anteile und die damit verbundenen Stimmrechte und drängten die Brüder im Folgejahr aus der Firma, die daraufhin M&C Saatchi gründeten.
Geschäftsführer Kevin Roberts wurde am 9. März 2005 vom US-Verteidigungsministerium eingeladen, vor verschiedenen Geheimdienst-Agenturen zu sprechen. Er empfahl, den Krieg gegen den Terror künftig als „Kampf für eine bessere Welt“ darzustellen.
Saatchi & Saatchi wurde 2000 von der Agenturgruppe Publicis Groupe SA für zwei Milliarden Euro gekauft.
Die Agentur arbeitet auch für Nichtregierungsorganisationen, so für Reporter ohne Grenzen.

## Medien
Die BBC-Dokumentation Inside Saatchi & Saatchi: Selling Brazilian Spirit (2005) verfolgt die Entstehung einer 20 Millionen £ schweren Kampagne zur Einführung einer neuen Cachaça-Marke. Sie gewährt dabei Einblicke in die Arbeitsweise der britischen Agentur. Die Ausführung dieser Kampagne umfasste auch virales Marketing, was teils auf Kritik stieß.